# 收官
收官，又稱作官子，是圍棋比賽中三個階段（布局、中盤、官子）中的最後一個階段，指雙方經過中盤的戰鬥，地盤及死活已經大致確定之後，確立競逐邊界的階段。

## 收官的特性及重要性
收官階段的特性在於，相較於布局及中盤階段中，不同的棋手可以依自身的喜好及特性，選擇不同的下法，收官階段，只根據精密的計算，找出唯一一條最好的路，未能依此正確的方式走，則很可能遭受目數的損失。
一般而言，收官階段可以分成大官及小官，前者多指雖然死活已定，但彼此界限仍含糊不清，尚待確定的階段，小官則是彼此界限大致底定，只剩細部邊界上的爭奪。但二者的區分其實並無一個絕對的標準。一般的職業棋士，在進入小官階段時多半已可以確知整盤棋的勝負和目數差距。
雖然布局和中盤常常能決定一盤棋彼此的優劣勢，但在水準較高實力接近的比賽中，勝負往往在數目，甚至半目之間，因此收官階段的成功與否，關係到一盤棋是否能保持領先或從劣勢逆轉，2005年圍棋界公認的世界第一棋手，韓國的李昌鎬，即是最擅長官子的超級好手，也足見官子在圍棋中的重要性。

## 收官的優先順序的判斷及計算
一般而言，收官會先選擇先手官子，除非仍有打劫的威脅存在（先手往往也是劫材）。
在收官時，最重要的就是要判斷棋盤上各個地方的重要性，以掌握最正確的收官順序，其首先要考慮的是收官的種類，一般可分為雙方先手官子、單方先手官子、雙方後手官子三種：
- 雙方先手官子：是指任何一方在此著手收官之後，對方都必須回應一手，否則會遭受無法忍受的損失，這類官子由於取得利益之後仍佔先手，任何一方先下到即可白白得利，故是雙方絕對優先搶佔的必爭之地。
- 單方先手官子：是指甲方在此著手後，乙方必須回應，但乙方下在此處時甲方可不需要回應。這種情形下，若甲方先收此官為先手自然獲利不少，但若乙方先收，雖然會落後手，但也阻止對方先手獲利，因此價值也不小，這種乙方搶收的情形又稱作逆先手官子。
- 雙方後手官子：不論那方先下，對方都可以不回應，因此這種官子的價值通常最小。優先順序在前兩者之後。

在選擇收官著手的先後時，除了必須考慮先手後手的問題之外，官子本身的價值也非常重要，一般的計算方式，是把以彼此先收到某一官子的情形結果加以比較，計算其結果目數的差距，來作為一處官子的價值大小。
綜合官子的種類及價值，可計算出其整體價值，如雙方先手4目，單方先手8目，雙方後手10目等，但若種類與目數彼此之間互有高下，則必須綜合整個棋盤的局勢來判斷應先下手處。
除了一般的計算之外，收官的手筋也是收官時重要的一環，也就是以特別巧妙的手法，來在確立疆界時，多獲得幾目的利益，收官手筋的熟習，也可使官子價值的計算更為精確。

## 收官的相關重要书籍
- 過百齡（明朝）《官子譜》：為最早專門研究收官的一部著作，除了有實戰中的收官技巧之外，也有其他一般手筋的研究。
- 大竹英雄《官子入門》：為當代學習官子的重要入門書。
- 李昌鎬《官子的技巧（一）－（三）》：為進階學習官子的重要書籍。

## 其他
- 數學卡片棋——-埃爾溫·伯利坎普為量化官子所設計的遊戲。